# Ливер, Чарльз
Чарльз Джеймс Ливер (англ. Charles James Lever; 31 августа 1806, Дублин — 1 июня 1872, Триест) — ирландский писатель, врач.

## Биография
Родился в семье состоятельного английского иммигранта, архитектора и строителя и ирландской аристократки, происходившей из рода кромвелевских поселенцев.
Получил образование в частных школах. В 1823—1828 учился в Тринити-колледже. Путешествовал по Европе, жил в Голландии и Германии, познакомился с И. В. Гёте и будущим императором Наполеоном III, затем вместе с ирландскими эмигрантами отправился в Квебек, жил некоторое время среди канадских индейцев, но вскоре вернулся на родину для завершения медицинского образования.
Изучал медицину в университете Гёттингена и Лувена. В 1831 г. получил степень в области медицины. Получив диплом врача, открыл в Дублине практику, но порочная страсть к азартным играм и прочие экстравагантные привычки вскоре поглотили как наследство, так и немалый доход врача, а потому будущему писателю поневоле пришлось найти применение своему блестящему таланту рассказчика.
В 1840 Ч. Ливер поселился в Брюсселе, но в 1842 вернулся на родину и принял пост редактора «Dublin University Magazine», вокруг которого собрал группу ирландских интеллектуалов. В 1845 писатель вновь отправился за границу и больше не возвращался в Ирландию: в 1857 он был назначен вице-консулом, а затем консулом в Триесте, а в 1867 представлял Великобританию на похоронах мексиканского императора Максимилиана I Габсбурга.
Ч. Ливер похоронен на английском кладбище в Триесте рядом с женой.

## Творчество
Вся его пёстрая жизнь нашла отражение во многих повестях плодотворного писателя, где описываются большей частью или смешные стороны ирландского быта, или жизнь англичан за границей.
Впечатления о борьбе с эпидемий холеры в Килки, Клэре и Порт-Стюарте легли в основу его романов «Накануне Дня св. Патрика» (1845) и «Мартинсы из „Кроу-Мартин“» (1856). Во 2-й половине 1830-х он начал публиковаться в различных периодических изданиях, но настоящую известность приобрёл после выхода в свет романа «Исповедь Гарри Лоррекера» (1837).
Среди его книг самая популярная повесть Ч. Ливера: «Charles O’Malley», где выведен очень забавный тип ирландского слуги, «Con Cregan», «Arthur O’Leary», «Knight of Gwynne», «Harry Lorrequer» , в книгах, где описываются личные похождения автора и англичан во время путешествий — «The Dalton», «The Dodd Family Abroad» и др. Одна из самых замечательных повестей Ч. Ливера «А Day’s Ride, a Life’s Romance», где искреннее чувство сливается с холодной насмешкой.
В романах «Ирландский драгун Чарлз О’Маллей» (1841), «Гвардеец Джек Хинтон» (1843) Ч. Ливер юмористически изобразил жизнь военных и дублинской аристократии. В романах «„Наш“ Том Берк» (т. 1—2, 1843—1844) и «О’Донох, рассказ об Ирландии пятьдесят лет назад» (1845) даны реалистичные описания ирландского общества. Роман «Люттерел из Аррана» (1865, русский перевод 1866) из жизни крестьян и мелкой буржуазии, написанные в бытоописательной манере, содержат элементы социальной критики. Роман «Баррингтон» («Barrington», 1862), где нарисована картина социальной жизни и быта средних слоев ирландской буржуазии, посвящен Ч. Диккенсу, с которым Ч. Ливера связывала долголетняя дружба и к которому он близок в своем юморе. Дружил также с У. Теккереем.
Произведения Ч. Ливера, по мнению авторов ЭСБЕ, плохо скомпонованы, в них нет единства фабулы, нет плана, но они блещут юмором и живостью изложения.

## Избранные произведения
- The Confessions of Harry Lorrequer. (1839)
- Charles O’Malley, the Irish Dragoon. (1841)
- The O’Donoghue: a tale of Ireland fifty years ago. (1845)
- Nuts and Nutcrackers. (1845)
- Arthur O’Leary: His wanderings and ponderings in many lands. (1845)
- The Knight of Gwynne; a tale of the time of the union. (1847)
- Confessions of Con Cregan: the Irish Gil Blas. (1849)
- Roland Cashel. (1850)
- The Daltons, or, Three roads in life. (1852)
- The Dodd Family Abroad. (1854)
- The Martins of Cro’Martin. (1856)
- Tom Burke of «Ours». (1857)
- The Fortunes of Glencore. (1857)
- Davenport Dunn : a man of our day. (1859)
- One of Them. (1861)
- Barrington. (1863)
- Luttrell of Arran. (1865)
- Sir Brook Fossbrooke. (1866)
- The Bramleighs of Bishop’s Folly. (1868)
- A Rent in a Cloud. (1869)
- That Boy of Norcott’s. (1869)
- Lord Kilgobbin. (1872)
- The Bramleighs of Bishop’s Folly. (1872)